# Grand Prix moto d'Italie 1996
Le Grand Prix moto d'Italie 1996 est le cinquième rendez-vous de la saison 1996 du championnat du monde de vitesse. Il s'est déroulé sur le circuit du Mugello du 24 au 26 mai 1996.
C'est le 48e Grand Prix moto d'Italie.

## Classement final 500 cm³
| Pos. | Pilote              | Moto          | Temps/Écart     | Points |
| ---- | ------------------- | ------------- | --------------- | ------ |
| 1    | Mickael Doohan      | Honda         | 44 min 04 s 252 | 25     |
| 2    | Alex Criville       | Honda         | +0 s 726        | 20     |
| 3    | Luca Cadalora       | Honda         | +7 s 764        | 16     |
| 4    | Daryl Beattie       | Suzuki        | +8 s 202        | 13     |
| 5    | Jean-Michel Bayle   | Yamaha        | +19 s 421       | 11     |
| 6    | Alex Barros         | Honda         | +21 s 276       | 10     |
| 7    | Tadayuki Okada      | Honda         | +21 s 546       | 9      |
| 8    | Shinichi Itoh       | Honda         | +21 s 754       | 8      |
| 9    | Doriano Romboni     | Aprilia       | +28 s 733       | 7      |
| 10   | Kenny Roberts Jr    | Yamaha        | +28 s 890       | 6      |
| 11   | Norifumi Abe        | Yamaha        | +34 s 340       | 5      |
| 12   | Alberto Puig        | Honda         | +34 s 523       | 4      |
| 13   | Lucio Pedercini     | ROC Yamaha    | +1 min 06 s 905 | 3      |
| 14   | Sean Emmett         | Harris Yamaha | +1 min 10 s 338 | 2      |
| 15   | Frédéric Protat     | ROC Yamaha    | +1 min 10 s 412 | 1      |
| 16   | Jeremy McWilliams   | ROC Yamaha    | +1 Lap          |        |
| 17   | James Haydon        | ROC Yamaha    | +1 tour         |        |
| 18   | Eugene McManus      | Yamaha        | +1 tour         |        |
| 19   | Marco Papa          | ROC Yamaha    | +1 tour         |        |
| Abd. | Terry Rymer         | Suzuki        | Abandon         |        |
| Abd. | Toshiyuki Arakaki   | Yamaha        | Abandon         |        |
| Abd. | Jean-Marc Delétang  | ROC Yamaha    | Abandon         |        |
| Abd. | Jean-Pierre Jeandat | Paton         | Abandon         |        |
| Abd. | Juan Borja          | Elf 500       | Abandon         |        |
| Abd. | Loris Capirossi     | Yamaha        | Abandon         |        |
| Abd. | Adrien Bosshard     | Elf 500       | Abandon         |        |

## Classement final 250 cm³
| Pos. | Pilote                   | Moto    | Temps/Écart     | Points |
| ---- | ------------------------ | ------- | --------------- | ------ |
| 1    | Max Biaggi               | Aprilia | 40 min 36 s 299 | 25     |
| 2    | Marcellino Lucchi        | Aprilia | +6 s 914        | 20     |
| 3    | Ralf Waldmann            | Honda   | +18 s 294       | 16     |
| 4    | Olivier Jacque           | Honda   | +18 s 607       | 13     |
| 5    | Jurgen Fuchs             | Honda   | +31 s 617       | 11     |
| 6    | Tetsuya Harada           | Yamaha  | +31 s 649       | 10     |
| 7    | Jean-Philippe Ruggia     | Honda   | +31 s 683       | 9      |
| 8    | Nobuatsu Aoki            | Honda   | +47 s 701       | 8      |
| 9    | Luis d'Antin             | Honda   | +51 s 186       | 7      |
| 10   | Cristiano Migliorati     | Honda   | +51 s 556       | 6      |
| 11   | Massimo Ottobre          | Aprilia | +51 s 563       | 5      |
| 12   | Eskil Suter              | Aprilia | +51 s 613       | 4      |
| 13   | Luca Boscoscuro          | Aprilia | +51 s 617       | 3      |
| 14   | Régis Laconi             | Honda   | +52 s 394       | 2      |
| 15   | Jurgen van den Goorbergh | Honda   | +52 s 569       | 1      |
| 16   | Sebastian Porto          | Aprilia | +1 min 03 s 619 |        |
| 17   | Jamie Robinson           | Aprilia | +1 min 06 s 917 |        |
| 18   | Olivier Petrucciani      | Aprilia | +1 min 06 s 945 |        |
| 19   | Alessandro Antonello     | Aprilia | +1 min 07 s 099 |        |
| 20   | Osamu Miyazaki           | Aprilia | +1 min 32 s 873 |        |
| 21   | Davide Bulega            | Aprilia | +1 min 32 s 902 |        |
| 22   | Yasumasa Hatakeyama      | Honda   | +1 min 34 s 039 |        |
| 23   | Franco Battaini          | Aprilia | +1 min 34 s 363 |        |
| 24   | Sete Gibernau            | Honda   | +1 min 34 s 931 |        |
| 25   | Christian Boudinot       | Aprilia | +1 min 41 s 263 |        |
| 26   | José Barresi             | Yamaha  | +1 tour         |        |
| 27   | Roberto Rolfo            | Aprilia | +1 tour         |        |
| 28   | Christophe Cogan         | Honda   | +1 tour         |        |
| Abd. | Gianluigi Scalvini       | Honda   | Abandon         |        |
| Abd. | Roberto Locatelli        | Aprilia | Abandon         |        |
| Abd. | Takeshi Tsujimura        | Honda   | Abandon         |        |

## Classement final 125 cm³
| Pos. | Pilote            | Moto    | Temps/Écart     | Points |
| ---- | ----------------- | ------- | --------------- | ------ |
| 1    | Peter Öttl        | Aprilia | 40 min 56 s 454 | 25     |
| 2    | Haruchika Aoki    | Honda   | +1 s 520        | 20     |
| 3    | Kazuto Sakata     | Aprilia | +1 s 557        | 16     |
| 4    | Valentino Rossi   | Aprilia | +1 s 635        | 13     |
| 5    | Akira Saito       | Honda   | +1 s 672        | 11     |
| 6    | Lucio Cecchinello | Honda   | +3 s 458        | 10     |
| 7    | Emilio Alzamora   | Honda   | +3 s 540        | 9      |
| 8    | Ivan Goi          | Honda   | +3 s 545        | 8      |
| 9    | Tomomi Manako     | Honda   | +3 s 600        | 7      |
| 10   | Manfred Geissler  | Aprilia | +3 s 742        | 6      |
| 11   | Andrea Ballerini  | Aprilia | +4 s 472        | 5      |
| 12   | Noboru Ueda       | Honda   | +4 s 746        | 4      |
| 13   | Jorge Martínez    | Aprilia | +5 s 404        | 3      |
| 14   | Masaki Tokudome   | Aprilia | +14 s 516       | 2      |
| 15   | Jaroslav Huleš    | Honda   | +15 s 502       | 1      |
| 16   | Yoshiaki Katoh    | Yamaha  | +23 s 334       |        |
| 17   | Josep Sarda       | Honda   | +40 s 866       |        |
| 18   | Youichi Ui        | Yamaha  | +41 s 340       |        |
| 19   | Roberto Bellei    | Honda   | +55 s 620       |        |
| 20   | Garry McCoy       | Aprilia | +56 s 958       |        |
| 21   | Gabriele Debbia   | Yamaha  | +1 min 12 s 996 |        |
| 22   | Darren Barton     | Aprilia | +1 min 19 s 446 |        |
| 23   | Gino Borsoi       | Aprilia | +1 min 41 s 442 |        |
| Abd. | Angel Nieto Jr    | Aprilia | Abandon         |        |
| Abd. | Stefano Perugini  | Aprilia | Abandon         |        |
| Abd. | Mirko Giansanti   | Honda   | Abandon         |        |
| Abd. | Frédéric Petit    | Honda   | Abandon         |        |
| Abd. | Herri Torrontegui | Honda   | Abandon         |        |
| Abd. | Paolo Tessari     | Honda   | Abandon         |        |
| Abd. | Dirk Raudies      | Honda   | Abandon         |        |
| Abd. | Stefano Cruciani  | Aprilia | Abandon         |        |
| Abd. | Loek Bodelier     | Honda   | Abandon         |        |
| Abd. | Ivan Antonelli    | Honda   | Abandon         |        |